# Monastero di Santa Barbara (Montaner)

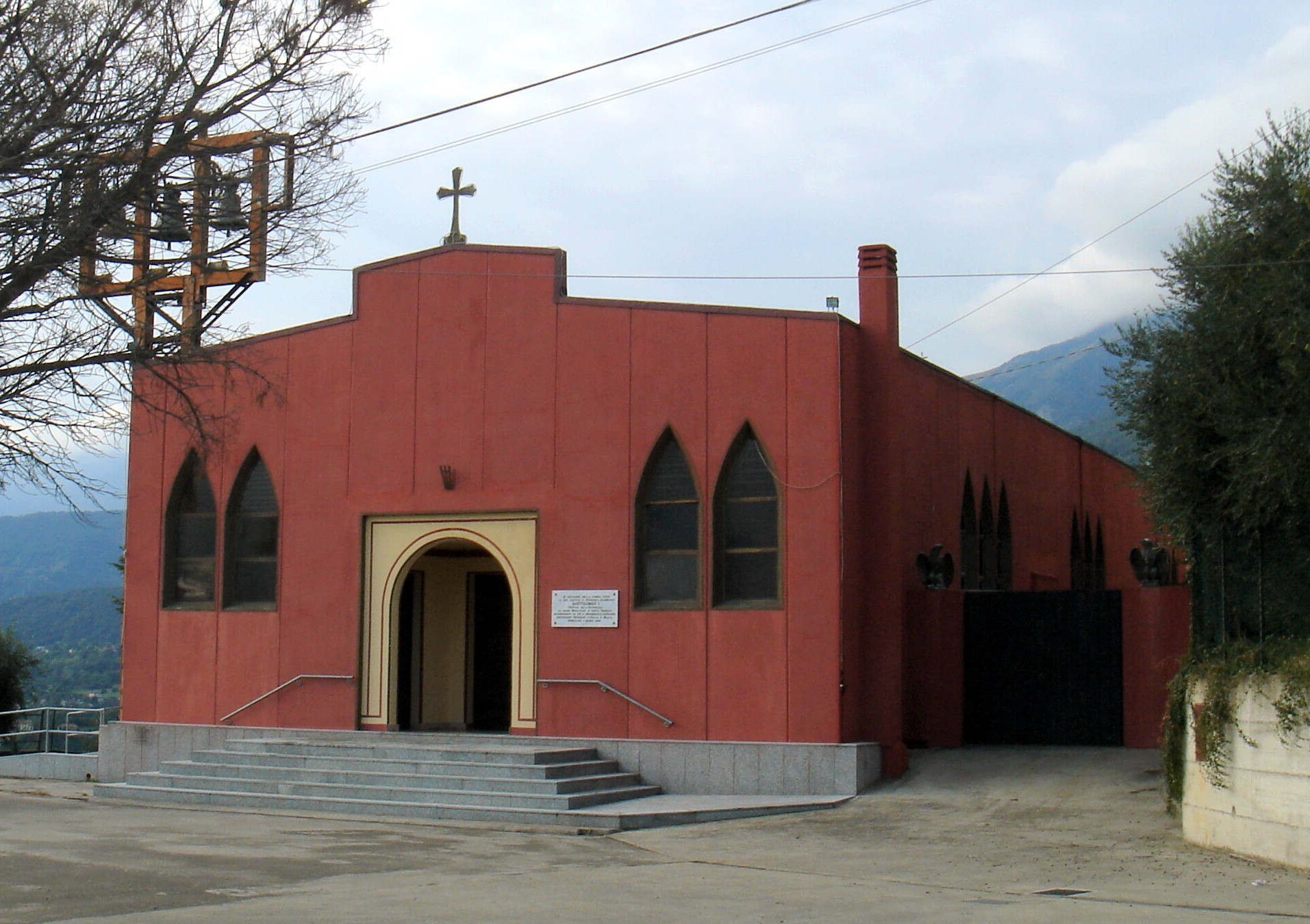
La vecchia chiesa, bruciata nel 2013

Il monastero di Santa Barbara (in russo: Варва́ринский моасьты́рь) è un monastero ortodosso situato nella frazione di Montaner, nel comune di Sarmede, appartenente all'arcidiocesi ortodossa d'Italia del Patriarcato ecumenico di Costantinopoli, considerata una delle piattaforme di dialogo tra cattolici e ortodossi.
La sua storia risale allo scisma di Montaner, quando per la nomina del parroco, avvenuta d'imperio da parte del vescovo e futuro papa Albino Luciani, gran parte della comunità abbandonò la Chiesa cattolica per convertirsi alla fede ortodossa: nel giugno 1969 venne costruita una chiesa ortodossa, che venne consacrata da Antonio, esarca dell'Europa occidentale. La parrocchia, nel 1998, viene posta ufficialmente sotto il patriarcato e dal 2000 ha aperto il primo monastero ortodosso in Italia, anche femminile. Dal 2001 il suo sacerdote è l'archimandrita italiano Athenagoras Fasiolo.
Il 14 dicembre 2013 un grande incendio portò alla demolizione di quella chiesa, con la comunità che si trasferisce nella Chiesa di Santa Cecilia, prestata dai cattolici, e nel 2016 venne posata la prima pietra della nuova chiesa, cominciata effettivamente nel 2019: tale costruzione è antisismica, adatta a resistere ai terremoti che potrebbero verificarsi.